# Cop d'estat a Tailàndia de 2014
El Cop d'Estat de Tailàndia del 2014 va tenir lloc el 22 de maig del 2014 quan les Forces Armades Reials de Tailàndia, liderades pel general Prayut Chan-o-cha, comandant de l'Exèrcit Reial Tailandès, llança el cop d'Estat contra el govern interí del primer ministre Niwatthamrong Boonsongpaisan, tot plegat després de sis mesos de revoltes i crisi política.

## Antecedents
El país ha conegut des de la instauració de la monarquia constitucional el 1932 prop de 10 cops d'estat militars. Dos corrents s'afronten al país: els camises roges i els camises grogues. Els primers són partidaris de l'antic president Thaksin Shinawatra que va pretendre durant el seu mandat (2001-2006) lluitar contra la pobresa, mirant d'ajudar les classes menys afavorides, a més de no donar suport a la monarquia. Acusat de corrupció, és destituït per un enèsim cop d'Estat perpetrat per la classe militar del país. Aquesta, precisament, es veu legitimada pels camises grogues, constituïts d'una classe urbana d'elit, conservadora, hostil a la democràcia “dita occidental” i molt favorables a la monarquia.

## El cop d'estat
El 22 de maig del 2014 quan les Forces Armades Reials de Tailàndia, liderades pel general Prayut Chan-o-cha, comandant de l'Exèrcit Reial Tailandès, llança el cop d'Estat contra el govern interí del primer ministre Niwatthamrong Boonsongpaisan, tot plegat després de sis mesos de revoltes i crisi política.
L'exèrcit establí una junta militar anomenada Consell Nacional pel Manteniment de la Pau i l'Ordre (NCPO), responsable de la direcció del país. La junta revocà parcialment la Constitució del 2007, declarà la Llei marcial i un toc de queda a tot el país, prohibint-hi les manifestacions, reunions polítiques, arrestant polítics i activistes anticop d'Estat, imposant-hi també la censura d'Internet i assumint-hi el control dels dos mitjans de comunicació. Prayuth Chan-ocha, anuncià el 27 de juny que la junta militar instal·laria una nova constitució provisional al proper següent i que les eleccions serien realitzades cap a l'octubre del 2015.

## El final de la dictadura
El 2019, després de nombrosos retards, la junta finalment va celebrar eleccions generals el 24 de març en les que el Senat seria nomenat íntegrament per la junta i els districtes electorals redissenyats a darrera hora. Després de les eleccions, el partit pro-junta Palang Pracharath va formar un govern de coalició, amb Prayut Chan-o-cha escollit pel parlament per a un segon mandat com a primer ministre tot i que el seu partit no va guanyar la majoria d'escons.